# Вагеманн, Эрнст
Эрнст Вагеманн (нем. Ernst Wagemann; 18 февраля 1884, Чаньярсильо, Атакама, Чили — 20 марта 1956, Бад-Годесберг, ныне в черте г. Бонна) — немецкий экономист, статистик, демограф. Доктор наук. Считается основоположником эмпирических экономических исследований в Германии.

## Биография
Обучался в университетах Гёттингена, Берлина и Гейдельберга. В 1907 г. стал доктором философии. С 1908 по 1910 год — преподаватель в Гамбургском колониальном институте (впоследствии Гамбургский университет). В 1919 был назначен доцентом в Берлинском университете, одновременно работал в прусском министерстве сельского хозяйства, член совета при Министерстве экономики Пруссии.
В 1923—1933 гг. — председатель Государственного статистического бюро Германии, в 1925—1945 гг. — директор, основанного им Института конъюнктурных исследований в Берлине (ныне Немецкий институт экономических исследований).
В 1933 г. после официального выступления против правительственного курса в экономике Германии и критики со стороны А. Гугенберга, потерял работу, вступил в НСДАП и после аудиенции у Рудольфа Гесса был восстановлен на посту директора Института конъюнктурных исследований, на котором находился до конца Второй мировой войны в 1945 г. В 1945—1949 — директор Конъюнктурного института во Франкфурте-на-Майне.
В 1949 г. выехал в Южную Америку. В 1949—1953 гг. — профессор университета в Сантьяго (Чили). Вернулся в Германию в 1953 году.

## Научная деятельность
В своих работах Вагеманн рассматривал вопросы денежного обращения и мирового хозяйства. Автор одного из вариантов плана вывода Германии из Великой депрессии. В 1932 году предложил «план Вагеманна» по борьбе с экономическим кризисом, в котором рекомендовал умеренное расширение денежной массы, в сочетании со структурной реформой банковской системы, разработал план оживления конъюнктуры путём увеличения объёмов кредитов, с которым он официально выступил против правительственного курса.
Пытался на основе статистико-математических данных установить закономерности конъюнктурных колебаний и найти метод их прогнозирования.
Под его редакцией издавался ежеквартальный сборник конъюнктурных исследований (1926—1937), что позволяло ему изучать колебания экономической конъюнктуры.
В своих демографических работах писал о том, например, что когда прирост населения достигает определённой критической точки, в общественном развитии немедленно возникаю внезапные трудности, «революции, войны и тому подобные взрывы».
В 1939 году издал книгу «Число как детектив», в которой привёл свою интерпретацию цикличности развития экономики. В числе известных работ Вагеманна — «Структура и ритмы мировой экономики» (1931). По своим воззрениям примыкал к Гарвардской школе экономической теории.

## Избранные труды
- Das Alternationsgesetz wachsender Bevölkerungsdichte: ein Beitrag zur Frage des Lebensraums. 1941/42
- Menschenzahl und Völkerschicksal — eine Lehre von den optimalen Dimensionen gesellschaftlicher Gebilde. 1948.
- Welt von morgen — Wer wird Herr der Erde? 1952/53.